# Garges
Garges és una masia de Súria (Bages) protegida com a Bé Cultural d'Interès Local.

## Descripció
Conjunt de dues edificacions unides per un arc que les connecta. El cos principal, de planta rectangular i amb coberta a doble vessant, compta amb tres altures. Es pot apreciar a les façanes sud i oest que hi ha dues fases d'edificació, una antiga, que formaria una casa de planta aproximadament quadrangular de dos pisos, i una segona, més moderna (datada el 1918, segons inscripció a la façana sud) en que es va allargar l'edifici i es va aixecar una tercera planta.

## Història
En un cens de 1877 apareix com a "Gárjas", casa de dos pisos habitada. Segons informació oral havia estat propietat de la torre Gallifa.